# Cananefates

Mapa del limes germanicus en el año 70, con los pueblos celtas y germanos que los habitaban. La ubicación de los canafates se puede observar en la desembocadura del Rin.

Los cananefates (del latín Canenefatae) fueron una tribu germánica que vivió durante la época del Imperio romano en el delta del Rin, en la parte occidental de la isla de los bátavos, en la provincia romana de Germania Inferior, actualmente la parte occidental de los Países Bajos. Vivían en tierras arenosas, un buen terreno para la plantación de cebollas y, en la actualidad, tulipanes.
Durante el comienzo de la rebelión de los bátavos instigada por Julio Civilis en plena anarquía del año 69 (el año de los cuatro emperadores), los cananefates recibieron a enviados de los bátavos que buscaban acordar una política común contra los romanos. Según Tácito, se trataba de una tribu de gran parecido con los bátavos en su origen, idioma y carácter valiente, aunque inferior en número. En la rebelión subsiguiente los cananefates participaron bajo el mando de su propio líder tribal, Brinno, hijo del jefe que se había enfrentado a Calígula.
La capital de los cananefates era Forum Hadriani.
En el siglo I, proporcionaron al imperio una unidad de caballería auxiliar llamada Ala I Cannanefatium civium Romanorum y otra de infantería, la Cohors I Cannanefatium.